# Palmyra (Atoll)

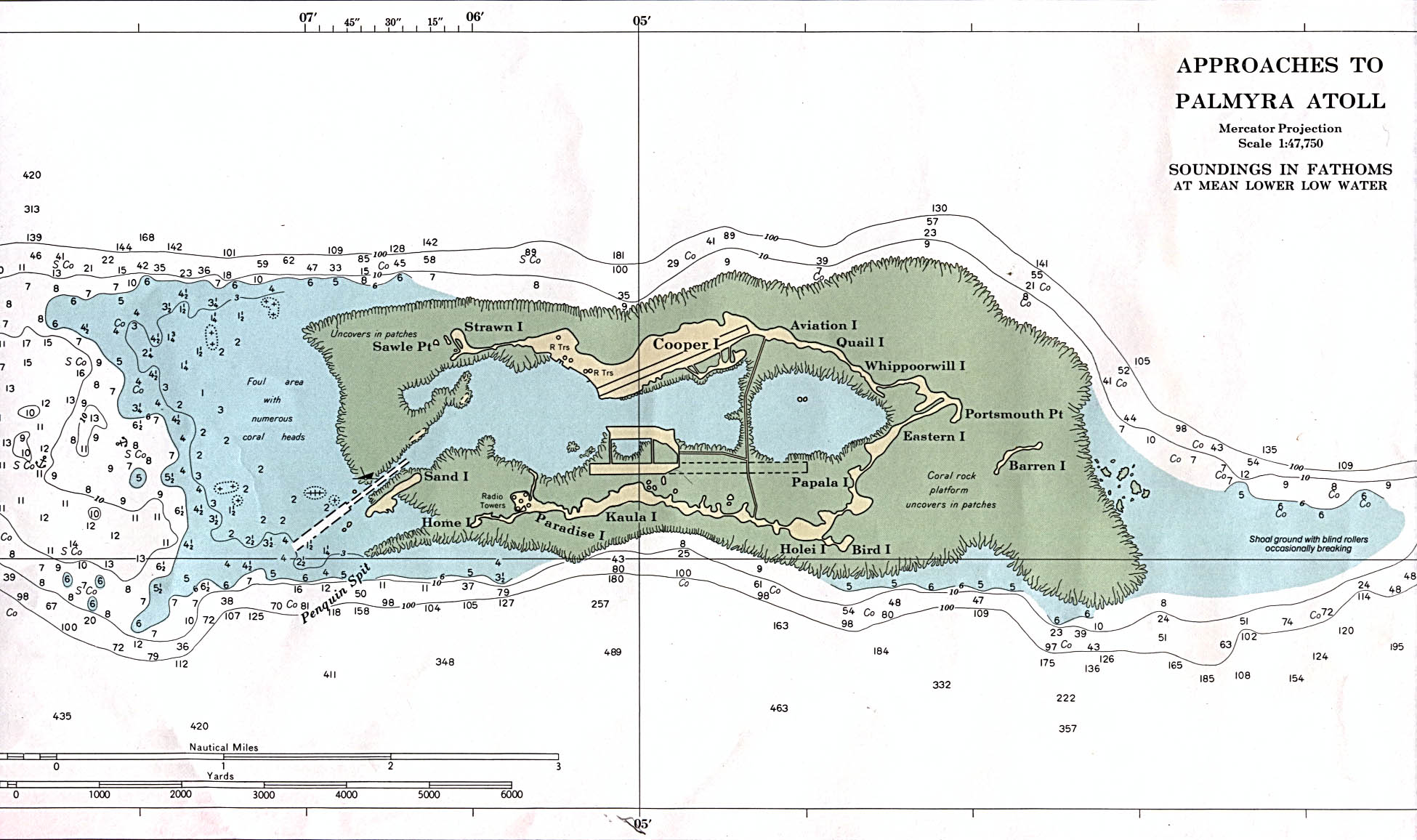
Seekarte des Palmyra-Atolls

Das Palmyra-Atoll (englisch Palmyra Atoll, [pælˈmaɪrə]) ist ein Atoll im Pazifischen Ozean und befindet sich etwa 1650 Kilometer südwestlich von Hawaii. Es bildet derzeit das einzige eingegliederte, nicht organisierte Staatsgebiet (englisch incorporated, unorganized territory) der Vereinigten Staaten von Amerika und wird von diesen zu den sogenannten United States Minor Outlying Islands gezählt.

## Geographie
Geographisch gesehen zählt das Palmyra-Atoll zu den nördlichen Line Islands. Die nächstgelegenen Landflächen sind das unbewohnte und vegetationslose Kingmanriff gut 60 km weiter nordwestlich und die etwa 225 km weiter südöstlich gelegene Washington-Insel. Die gesamte Fläche des Atolls beträgt 11,9 km², davon entfallen 8 km² auf die Lagunen und nur 3,9 km² auf Land.
Das aus einem nahezu rechteckigen Korallenriff entstandene Atoll besteht aus etwa 50 aus Sand und Riffgestein bestehenden Inseln, die größtenteils von Vegetation bedeckt sind. Bei einer Küstenlänge von 14,5 km gibt es einen als West Lagoon bezeichneten Ankerplatz und zwei Lagunen. Bis auf Sand Island im Westen und Barren Island im Osten sind alle Inseln miteinander verbunden.
Die nördliche Reihe von Inseln wird gebildet durch:
- Strawn Island
- Cooper Island
- Aviation Island
- Quail Island
- Whippoorwill Island

gefolgt im Osten von:
- Eastern Island
- Papala Island
- Pelican Island

sowie im Süden:
- Bird Island
- Holei Island
- Engineer Island
- Marine Island
- Kaula Island
- Paradise Island
- Home Island

Die größte Insel ist Cooper Island im Norden, gefolgt von Kaula Island weiter südlich.
Das Atoll befindet sich in den Tropen nahe dem Äquator, somit ist das Klima extrem humid. Der durchschnittliche Jahresniederschlag beläuft sich auf 4445 mm. Die durchschnittlichen Temperaturen liegen relativ konstant zwischen 29 °C und 30 °C. Aufgrund der Lage des Atolls treffen sich hier nördliche und südliche Strömungen des Pazifiks. Folglich wird Treibgut und Schmutz aus dem Ozean in großen Mengen an die Strände des Atolls gespült.

## Flora und Fauna

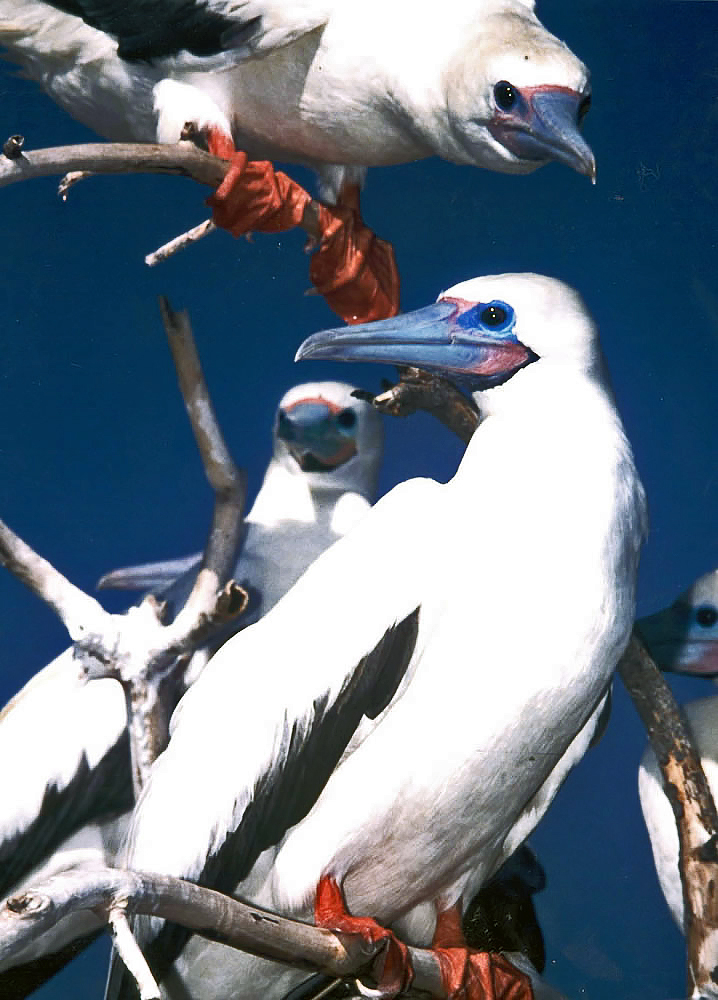
Rotfußtölpel (Sula sula) auf Palmyra

Das Atoll besteht aus 125 Korallenarten, das entspricht der fünffachen Anzahl der Korallenarten der ganzen Florida Keys und der dreifachen Anzahl der Arten in Hawaii, und stellt damit eines der abwechslungsreichsten Korallensysteme der Erde dar. Wegen des ausgedehnten Riffs, das sich bis weit ins Meer hinaus nur knapp unter der Wasseroberfläche befindet, bildet das Atoll einen guten Lebensraum für besondere Meeresbewohner wie zum Beispiel Schwarzspitzen-Riffhai, Riesenmuscheln oder Falterfische.
Die Landflächen bieten die einzigen Brutstätten auf einem Meeresgebiet von über 1.000.000 km². Rußseeschwalben, Maskentölpel, Weißbauchtölpel und Feenseeschwalben sind nur einige Beispiele für die Vielzahl an brütenden Vögeln auf dem Atoll. Als Wintergäste kommen einige Hundert der seltenen, in Alaska brütenden Borstenbrachvögel nach Palmyra. Das Atoll beherbergt außerdem die zweitgrößte Rotfußtölpel-Kolonie der Erde.
Auch der bedrohte Palmendieb, der der größte aller Landeinsiedlerkrebse ist, lebt auf dem Atoll.
Die meisten der Inseln sind von dichter Vegetation bewachsen. Dabei herrschen Kokospalmen, einheimische Farne sowie niederer Buschbewuchs vor. Außerdem existiert auf dem Atoll einer der letzten Strandwälder aus Pisonia-Bäumen auf dem Staatsgebiet der USA.
Palmyra war von unzähligen eingeschleppten Ratten bewohnt, bis Ökologen im Jahr 2011 eine groß angelegte und erfolgreiche Ausrottungskampagne gegen die Ratten durchführten. Als Nebeneffekt verschwanden auch die gefürchteten Asiatischen Tigermücken. Im Anschluss daran wird nun versucht, die ebenfalls eingeschleppten Kokospalmen auch noch auszurotten, da sie die heimische Flora bedrohen.

## Geschichte
Der US-amerikanische Kapitän Edmund Fanning erreichte das Atoll am 13. Juni 1798. Der Legende nach rettete eine nächtliche Vorahnung des Kapitäns das Schiff vor dem Stranden. Nur vier Jahre später strandete der ebenfalls aus den USA stammende Kapitän Sawle mit seinem Schiff, der Palmyra, am Riff des bis dahin unbenannten Atolls.
1816 wurde von einem Schiffbrüchigen die Geschichte in Umlauf gebracht, ein mit Beute aus Inka-Tempeln beladenes spanisches Piratenschiff namens Esperanza habe in den gefährlichen Gewässern um das Atoll Schiffbruch erlitten; er sei der einzige Überlebende. Die angeblich vergrabenen geraubten Güter wurden ebenso wenig gefunden wie Spuren des Schiffes, die Legende überlebt jedoch bis heute. Sowohl die Umstände der Entdeckung der Insel durch Fanning als auch die Piratengeschichte trugen wesentlich zur Entstehung einer Palmyramystik bei.

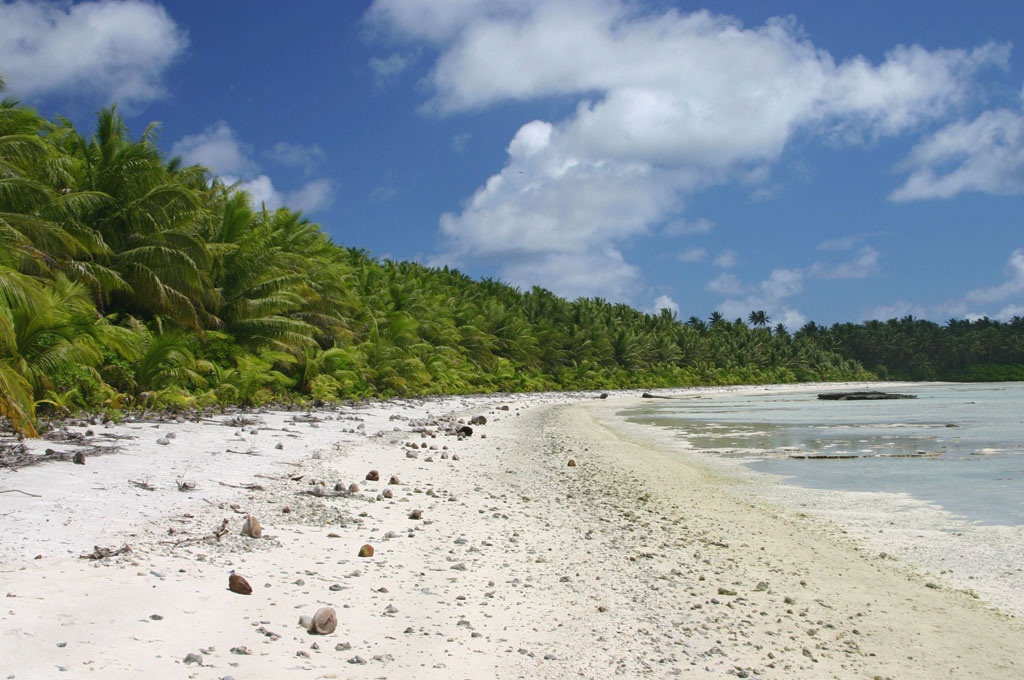
Der nördliche Strand des Palmyra-Atolls

1859 wurde das Atoll von dem Amerikaner Gerrit P. Judd nach dem 1856 verabschiedeten Guano Islands Act in Besitz genommen. Der Hauptgrund für die Inbesitznahme des Atolls war die Hoffnung auf den Abbau von Guano. Da Palmyra aber in der Innertropischen Konvergenzzone liegt, ist der Niederschlag für die Anhäufung dieser Exkremente zu hoch. Inzwischen, am 26. Februar 1862, schickte Kamehameha IV., der vierte König von Hawaii, Gesandte zu den beiden hawaiischen Bürgern Zenas Bent und Johnson B. Wilkinson, um diese zu beauftragen, nach Palmyra zu segeln und den Inselring für den König in Besitz zu nehmen. Am 15. April desselben Jahres schließlich wurden die Palmyrainseln ein Teil des Königreiches Hawaiʻi. Noch im gleichen Jahr verkaufte Bent die Rechte an Palmyra an Wilkinson, in dessen Besitz das Atoll nur drei Jahre blieb, bevor es unter drei Erben aufgeteilt wurde und schließlich in den Besitz der Pacific Navigation Company gelangte, die wiederum den erfolglosen Versuch startete, Palmyra zu kolonisieren.

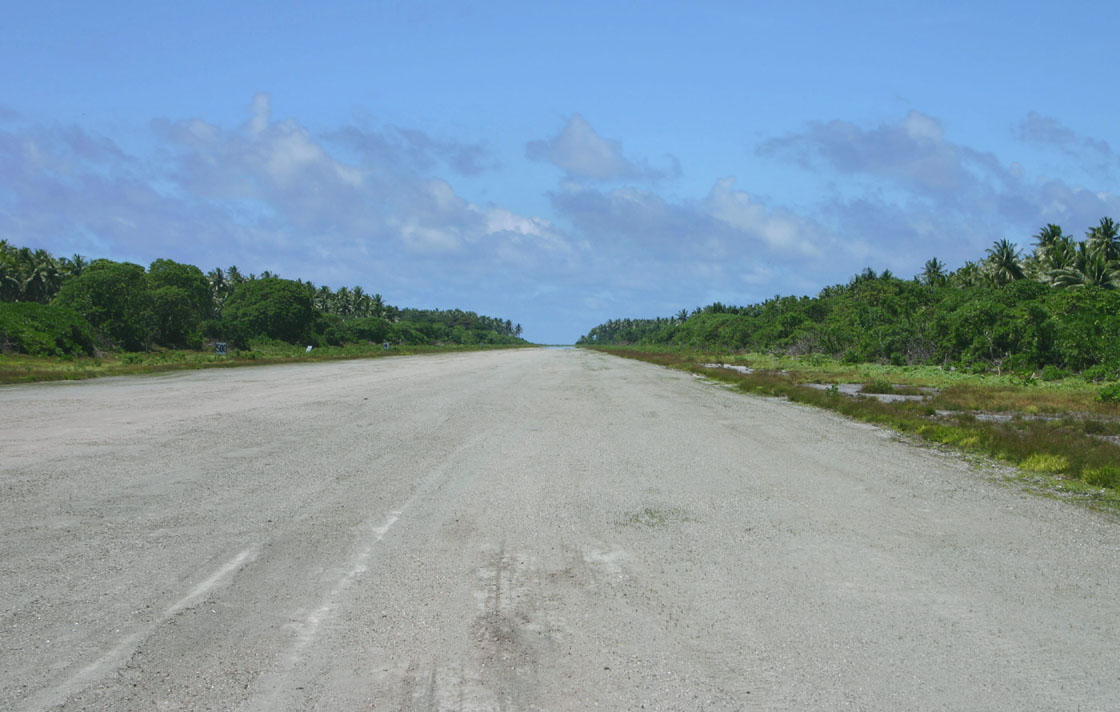
Die Landebahn auf Cooper Island

Die Annexion Hawaiis durch die USA im Jahre 1898 schloss ausdrücklich auch das Palmyra-Atoll ein. 1922 erwarb die aus Hawaii stammende Fullard-Leo-Familie das gesamte Atoll. Von 1940 bis 1946 übernahm die United States Navy die Insel und nutzte sie als Marine- und Luftwaffenstützpunkt. Aus dieser Zeit stammt auch die 2000 m lange Landebahn, die Cooper Island von Osten nach Westen durchzieht. 1947 schließlich gewann der ehemalige Besitzer des Atolls, die Fullard-Leo-Familie, in einem gerichtlichen Prozess gegen die Regierung der Vereinigten Staaten und war somit wieder Eigentümer des Atolls.
Als Hawaii 1959 als 50. Staat in die Vereinigten Staaten eingegliedert wurde, wurde der Status des Palmyra-Atolls absichtlich nicht verändert. Seitdem stellt das Atoll das einzige Territorium der USA dar, das sich vollständig in Privatbesitz befindet. Im Jahr 1962 nutzte das US-Verteidigungsministerium das Atoll als Messstation für die Atomwaffentests auf Johnston Island. Zeitweise arbeiteten 40 Bedienstete auf dem Atoll.
Im Oktober 2000 verkaufte die Fullard-Leo-Familie das gesamte Atoll an die Umweltorganisation The Nature Conservancy, damit die Flora und Fauna von Palmyra auch für zukünftige Generationen erhalten bleiben. Seit 2001 ist Palmyra ein Bestandteil des United States Pacific Islands National Wildlife Refuge Complex (seit Januar 2009: Pacific Remote Islands Marine National Monument) und wird vom U.S. Fish & Wildlife Service verwaltet. Seit 2005 betreiben Wissenschaftler aus aller Welt eine Forschungsstation auf Cooper Island, um die Ursachen des Klimawandels, das Zurückweichen von Korallenriffen und andere umweltbezogene Themen zu erforschen.

## Menschliche Einflüsse

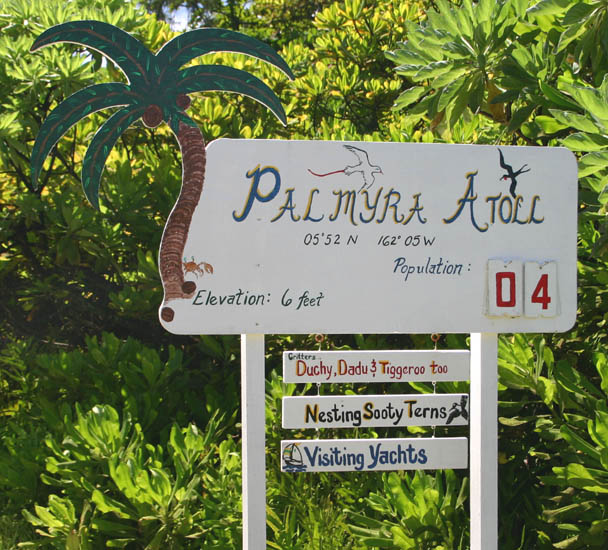
Schild zur Höhenlage und Einwohnerzahl von Palmyra

Im Großen und Ganzen ist das Palmyra-Atoll unbewohnt. Es gibt keine indigenen Bewohner, und Kolonisierungsversuche waren nicht erfolgreich. Erstmals während des Zweiten Weltkriegs kam eine größere Anzahl Menschen auf die Insel. Zu dieser Zeit wurden neben der Landebahn zahlreiche Straßen gebaut, die inzwischen fast vollständig überwuchert sind. Doch noch heute sind Teile des Atolls wegen Relikten aus dieser Zeit gesperrt.
Über Jahre hinweg bestand auf Cooper Island eine kleine Forschungs- und Messstation, in der zeitweilig nur vier Menschen tätig waren. 2004 wurden aber die bestehenden Hütten renoviert bzw. neu errichtet, um die Station zur Erforschung der Klimaerwärmung realisieren zu können. Derzeit halten sich bis zu 20 Personen, hauptsächlich wissenschaftliches Personal, auf Palmyra auf.
Der Besuch des Atolls zu bestimmten touristischen Zwecken ist möglich, unterliegt aber strenger Limitierung und Reglementierung.